# Callitetrarhynchus gracilis
Callitetrarhynchus gracilis is een lintworm (Platyhelminthes; Cestoda). De worm is tweeslachtig. De soort leeft als parasiet in andere dieren.
Het geslacht Callitetrarhynchus, waarin de lintworm wordt geplaatst, wordt tot de familie Lacistorhynchidae gerekend. De wetenschappelijke naam van de soort werd voor het eerst geldig gepubliceerd in 1819 door Rudolphi.